# Canton de Pleyben
Le canton de Pleyben est une ancienne division administrative française, située dans le département du Finistère et la région Bretagne. Supprimé par le redécoupage de 2015, ses communes sont réparties entre les cantons de Briec et de Carhaix-Plouguer.

## Composition
Le canton de Pleyben regroupe les communes suivantes :
| Nom                 | Code Insee | Codepostal | Superficie (km2) | Population (dernière pop. légale) | Densité (hab./km2) |
| ------------------- | ---------- | ---------- | ---------------- | --------------------------------- | ------------------ |
| Pleyben (chef-lieu) | 29162      | 29190      | 76,04            | 3 684 (2012)                      | 48                 |
| Brasparts           | 29016      | 29190      | 46,69            | 1 032 (2012)                      | 22                 |
| Brennilis           | 29018      | 29690      | 18,69            | 461 (2012)                        | 25                 |
| Le Cloître-Pleyben  | 29033      | 29190      | 20,42            | 576 (2012)                        | 28                 |
| Gouézec             | 29062      | 29190      | 30,94            | 1 125 (2012)                      | 36                 |
| Lannédern           | 29115      | 29190      | 12,43            | 317 (2012)                        | 26                 |
| Lennon              | 29123      | 29190      | 22,94            | 822 (2012)                        | 36                 |
| Loqueffret          | 29141      | 29530      | 27,40            | 395 (2012)                        | 14                 |
| Lothey              | 29142      | 29190      | 13,48            | 448 (2012)                        | 33                 |
| Saint-Rivoal        | 29261      | 29190      | 18,69            | 170 (2012)                        | 9,1                |

La commune d'Edern a été détachée le 9 décembre 1924 du canton de Pleyben pour être rattaché au canton de Briec.

## Représentation

### Conseillers généraux de 1833 à 2015
| Période | Période      | Identité                                                | Étiquette    | Qualité                                                                                |
| ------- | ------------ | ------------------------------------------------------- | ------------ | -------------------------------------------------------------------------------------- |
| 1833    | 1858 (décès) | Jules Hippolyte de Launay (1812-1858)                   |              | Propriétaire, notaire Maire de Pleyben                                                 |
| 1858    | 1871         | Maximilien Le Breton (ca.1806-1889)                     |              | Notaire Maire de Pleyben, conseiller d'arrondissement                                  |
| 1871    | 1874         | Charles Louis Baptiste Lebreton                         | Républicain  | Chirurgien de marine puis médecin Député (1848-1849 et 1871-1876) Maire de Pleyben     |
| 1874    | 1886         | Comte Henri de Legge                                    | Droite       | Officier puis agriculteur Député (1871-1876 et 1885-1889) Maire de Gouézec (1873-1902) |
| 1886    | 1907 (décès) | Jean-Paul Le Borgne                                     | Républicain  | Docteur en médecine Député (1889-1898) Maire de Pleyben                                |
| 1907    | 1928         | Jean-François Berthélémé                                | URD          | Agriculteur Maire du Cloître (1912-1927)                                               |
| 1928    | 1940         | Laurent Berthélémé                                      | PDP-URD      | Agriculteur à Loqueffret                                                               |
|         |              |                                                         |              |                                                                                        |
| 1943    | 1945         | Marquis Michel d'Amphernet de Pontbellanger (1888-1987) |              | Maire de Pleyben (1934-1944) Nommé conseiller départemental en 1943                    |
|         |              |                                                         |              |                                                                                        |
| 1945    | 1949         | Henri Rolland                                           | MRP          | Minotier au Moulin du Chantre, Pleyben                                                 |
| 1949    | 1955         | Jean Saliou (1893-1973)                                 | RPF puis RS  | Vétérinaire Maire de Pleyben (1958-1965)                                               |
| 1955    | 1973         | Yves Hamon                                              | MRP puis CD  | Exploitant agricole Sénateur (1959-1971) Maire de Lennon (1947-1977)                   |
| 1973    | 1979         | Christian Savidan (1934-2020)                           | DVD puis UDF | Pharmacien Maire de Pleyben (1977-1989)                                                |
| 1979    | 1985         | François Philippot (1935-2011)                          | PS           | Agriculteur Maire du Cloître-Pleyben (1989-1995)                                       |
| 1985    | 2004         | Jean Pirche                                             | RPR          | Avocat Maire de Lannédern (2001-2008)                                                  |
| 2004    | 2015         | Marie-France Le Boulch                                  | PS puis DVG  | Agricultrice Conseillère municipale de Lannédern                                       |

### Conseillers d'arrondissement (de 1833 à 1940)
Le canton de Pleyben avait deux conseillers d'arrondissement jusqu'en 1892.
| Les données manquantes sont à compléter.                                                                    |              |                                 |             |                                                                       |
| 1833 | 1839         | Jean-Pierre Salonne (1776-1846) |             | Capitaine de la Garde nationale, propriétaire Ancien maire de Pleyben |
| 1839 | 1858         | Maximilien Lebreton (1806-1889) |             | Notaire à Pleyben                                                     |
| |              |                                 |             |                                                                       |
| 1871 |              | François-Yves Derrien           |             | Propriétaire à Lennon                                                 |
| 1871 |              | Charles Briand                  |             | Notaire Maire de Gouézec (1866-1871)                                  |
| |              |                                 |             |                                                                       |
| 1880 | 1886         | Jean-Michel Kerloch (1816-1891) | Républicain | Ardoisier à Pleyben                                                   |
| 1880 | 1886         | Yves-Florent Lazennec           | Républicain | Instituteur à Brasparts                                               |
| 1886 | 1892         | Yves Berthélemé                 | Monarchiste | Maire de Lennon                                                       |
| 1886 | 1888 (décès) | Jean-Marie Le Séach (1836-1888) | Monarchiste | Cultivateur Adjoint au maire de Lannédern                             |
| |              |                                 |             |                                                                       |
| 1892 | 1913         | Jean-Louis Bourlès (1852-1925), | Républicain | Maire de Lannédern (1892-1925)                                        |
| 1913 | 1937         | Auguste Le Buanec (1876-1942)   | Radical     | Médecin                                                               |
| 1937 | 1940         | Paul Le Menn                    | PDP         | Maire du Cloître-Pleyben (1927-1935)                                  |
| Les conseils d'arrondissement ont été suspendus par la loi du 12 octobre 1940 et n'ont jamais été réactivés |              |                                 |             |                                                                       |

## Démographie
| 1962   | 1968   | 1975  | 1982  | 1990  | 1999  | 2006  | 2011  | 2012  |
| ------ | ------ | ----- | ----- | ----- | ----- | ----- | ----- | ----- |
| 11 416 | 10 760 | 9 397 | 8 972 | 8 536 | 8 352 | 8 727 | 9 004 | 9 030 |